# Luleå (comuna)
Luleå (em sueco: Luleå kommun) é uma comuna da Suécia localizada no condado de Norrbotten. Sua capital é a cidade de Luleå. Possui 2 094 quilômetros quadrados e segundo censo de 2018, havia 77 832 habitantes. Seu território é formado no litoral por uma faixa costeira de terra baixa, com um arquipélago com mais de 1 300 ilhas, e no interior por uma série de vales num terreno ondulado.

## Localidades principais da Comuna de Luleå
De acordo com Instituto Nacional de Estatística da Suécia, eram estas as maiores localidades da Comuna de Luleå em 2018:
| Nr | Localidade      | População |
| -- | --------------- | --------- |
| 1  | Luleå           | 48 584    |
| 2  | Gammelstaden    | 4 893     |
| 3  | Bergnäset       | 3 683     |
| 4  | Södra Sunderbyn | 3 131     |
| 5  | Råneå           | 2 028     |